# ميرا ناندا
ميرا ناندا (بالإنجليزية: Meera Nanda)‏ هي صحفية وفيلسوفة هندية، ولدت في 1954.